# Appunti di un giovane medico (serie televisiva)
Appunti di un giovane medico (A Young Doctor's Notebook) è una serie televisiva del 2012, ispirata a I racconti di un giovane medico di Michail Bulgakov.

## Trama
Il dottor Vladimir Bomgard guida una squadra presso l'immaginario ospedale Muryevo in Russia. La squadra è composta da Pelageya Ivanovna, una giovane ostetrica; Demyan Lukich, un feldsher; e Anna Nikolayevna, un'ostetrica senior. L'episodio tipico segue l'équipe nei tentativi di curare le malattie dei pazienti. Bomgard lotta con la popolazione ignorante, che rifiuta il suo trattamento. Fornisce loro regolarmente diagnosi rapide e accurate.
Bomgard ha una relazione fisica con Pelageya. Nel terzo episodio fanno sesso per la prima volta. Nella seconda serie, provano a essere una coppia e fanno funzionare la loro relazione. Nel sesto episodio, Bomgard dice a Pelageya di non averla mai amata e si separano.
Il taccuino di un giovane dottore è ambientato nella città immaginaria di Muryevo, Korobovo in Russia. La prima serie è ambientata nel 1917 durante la rivoluzione russa, mentre la seconda serie si svolge l'anno successivo durante la guerra civile russa. Anche il programma è ambientato negli anni 1934 e 1935. Il personaggio principale dello spettacolo legge il suo vecchio diario e ricorda le sue esperienze, inserendosi nella storia del suo piccolo sé. Il dottore interagisce con il suo piccolo sé, intrattenendo conversazioni che rivelano aspetti della storia ancora da svelare.
Nella seconda serie, la guerra civile russa inizia a colpire l'immaginario ospedale Muryevo, mentre un afflusso di soldati feriti sia dei bolscevichi che della guardia bianca arrivano per essere curati. Nel frattempo, il giovane medico sta combattendo contro una dipendenza onnicomprensiva dalla morfina. Il suo io più vecchio veglia su di lui e un'aristocratica di nome Natasha arriva in ospedale. Il giovane dottore nutre un interesse intenso e distruttivo per Natasha. Allo stesso tempo, il Feldsher ha un interesse romantico per un colonnello alto e baffuto della Guardia Bianca, anche lui ricoverato in ospedale. Entrambi si amano e condividono l'amore per gli spratti in salamoia. Ad un certo punto, si vede il Feldsher portargli un mazzo di fiori. Il Colonnello ricambia.
Un elemento significativo della trama è l'uso della morfina da parte di Bomgard per gestire il dolore, causato dalla vita in una comunità remota e isolata e dal dolore addominale. Quando non ha accesso alla morfina, occasionalmente si automedica con cocaina. Bomgard inoltre fuma spesso una sigaretta dopo l'altra quando è in servizio medico. Nel finale della prima serie, il giovane medico reagisce all'omicidio per misericordia prendendo la morfina e la sua dipendenza si ripresenta. Alla fine del finale della prima serie, il giovane dottore inizia ad avere allucinazioni. La sua dipendenza porta a conflitti con Pelageya. Nell'ultimo episodio, il giovane medico ammette di essere dipendente dalla morfina, definendosi un "tossicodipendente senza speranza". Nella prima serie, il medico più anziano è indagato per aver scritto false prescrizioni di morfina per se stesso, prima di tentare il suicidio per overdose e di conseguenza viene incarcerato. All'inizio della premiere della seconda serie, il dottor Bomgard, più anziano e riabilitato, viene rilasciato da un istituto psichiatrico, con la sua dipendenza sotto controllo.
Al giovane medico viene costantemente ricordata la presenza austera dell'ex medico Leopold Leopoldovich attraverso i commenti delle ostetriche che li confrontano e i numerosi grandi e inquietanti ritratti di Leopold con un'enorme barba sui muri dello studio medico. Il giovane medico si sente spesso insicuro e inadeguato di fronte alla reputazione e alle capacità di Leopoldovich, cosa che sfocia in un risentito fastidio.

## Episodi
| Stagione         | Episodi | Prima TV originale | Prima TV Italia |
| ---------------- | ------- | ------------------ | --------------- |
| Prima stagione   | 4       | 2012               | 2013            |
| Seconda stagione | 4       | 2013               | 2015            |